# Rurka wirowa

Rozdzielanie sprężonego płynu na strumień zimny (kolor niebieski) i strumień gorący (czerwony).

Rurka wirowa, nazywana również rurką Ranque'a – jest urządzeniem służącym do rozdzielania sprężonego gazu (lub cieczy) na strumień zimny i strumień gorący. Zjawisko to odkrył w 1931 r. francuski fizyk Georges Ranque, który skonstruował pierwsze takie urządzenie. Nie znalazło ono wtedy jednak szerszego zastosowania. W latach 60. XX wieku zjawisko to zostało po raz pierwszy zastosowane do cieczy przez radzieckiego uczonego Mierkułowa, jednak na skutek niedostatecznego wyjaśnienia teoretycznego nie zyskało ono szerokiego zastosowania. Dopiero w latach 90. pojawiły się w Rosji generatory ciepła, których podstawą konstrukcji były rurki wirowe.

## Zasada działania
Sprężony strumień płynu podany do rurki przez kierownicę wstępną, wykonuje w niej ruch wirowy z dużą prędkością obrotową. Docierając do końca rurki na którym umieszczony jest zawór regulacyjny część gazu uchodzi do otoczenia jako strumień gorący. Pozostała część powraca wewnątrz wirującego strumienia oddając mu ciepło i obniżając swoją temperaturę. Docierając do przeciwnego końca rurki opuszcza ją jako gaz zimny. Różnicę temperatur można regulować umieszczonym na końcu zaworem.

## Zastosowanie
Rurki wirowe dzięki swoim zaletom jak prostota budowy oraz brak części ruchomych stosowane są obecnie używane w wielu gałęziach przemysłu. Używa się ich do chłodzenia urządzeń pracujących w wysokich temperaturach oraz do ogrzewania pomieszczeń i wody użytkowej (wirowe hydrauliczne generatory ciepła). Mogą być również stosowane do rozdzielania niektórych ciekłych mieszanin (np. woda z olejem).